# Bridgeman Downs
Bridegman Downs är en del av en befolkad plats i Australien. Den ligger i kommunen Brisbane och delstaten Queensland, omkring 13 kilometer norr om delstatshuvudstaden Brisbane.
Trakten är tätbefolkad. Närmaste större samhälle är Brisbane, omkring 13 kilometer söder om Bridegman Downs.